# 豆豉
豆豉（トウチ、拼音: dòuchǐ）〔豆腐（トウフ）同様に「ウ」を長音記号で表記して「トーチ」と言う場合が有る〕とは、黒豆（黒大豆、こくだいず）に食塩を加えて、醗酵させて、水分を減らした食品である。秦の時代に製造されるようになったと考えられている。

## 名称
別名に蔭豉、幽菽、嗜などが挙げられる。方言名に豆豉顆（貴陽）、豆発（雷州）、豆鹹（厦門）などが有る。
なお、「トウチ」の語は多くの中華食材と同様に、中国語の発音をそのまま音写したもの。日本語の音読みに拠った読みかたは「トウシ」または「ズシ（ヅシ）」であり、特に生薬としてはこちらの呼称を用いる。
日本では「豉」という漢字になじみが無く、また日本で広く流通しているJIS X 0208に含まれていない文字であるためか、「トウチ」の「チ」に、一見形の似ている「鼓」の字（「つづみ」「太鼓」の「鼓」）が使用される事例が見られる。Microsoft Office IME 2010の変換候補にも登録されているため、しばしば「豆鼓」と書かれる。しかし、この2つの漢字は音韻上も意味上も無関係な単語を表す完全な別の字である。

## 製法
黒大豆を吸水させてから、蒸すもしくは茹でるなどして、食塩、麹と酵母の混ざった物を加え、醗酵させた後、露天で乾燥させて水分を減らして仕上げる。
この製法は、現代の日本の浜納豆や大徳寺納豆などの寺納豆に似ており、これらは中国の豆豉が鑑真によって、奈良時代に日本に伝えられた結果とされている。食塩の添加の有無や、用いる微生物の種類、含水量などによって多種多様に分類される。

## 用途

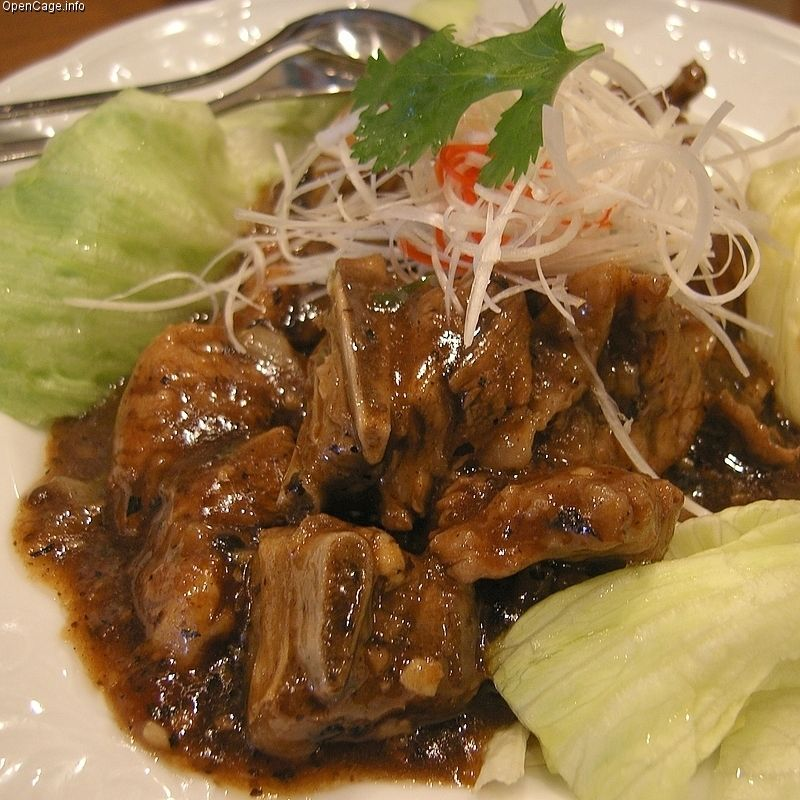
ブタのスペアリブのトウチ蒸し。

塩辛く風味が強いが、アミノ酸などのうまみ成分を多く含み、独特の香りも併せ持つため、料理の味に奥行きを持たせられる。
刻んだ物を他の材料と合わせて、回鍋肉などの炒め物に用いる。また、他の材料と合わせて蒸して、味と香りを付けるためにも用いられる。広東料理、四川料理、湖南料理などに、調味料として多用される。
代表的なレシピや商品には、次のような物がある。
- 麻婆豆腐
- ケンヒーのトウチ炒め - 広東省産の魚缶詰の定番
- ピーマンのトウチ炒め
- ブタのスペアリブのトウチ蒸し

### 豆豉を使った調味料、珍味
八宝豆豉
山東省臨沂市の特産品で、黒豆だけでなく、ショウガ、杏仁、花椒、シソ、ナス、ゴマ油、白酒を加えた8種の素材を、同時に醗酵させた食品である。
豆豉辣椒醤
湖南省などで作られる、トウチと唐辛子味噌をブレンドした辛味調味料である。
老干媽 風味豆豉
貴州省の商品で、固形のままのトウチと、唐辛子、ゴマ油、花椒などをブレンドした辛味調味料である。なお、老干媽（ラオガンマー、ろうかんま）は商標で、この商品を考案した陶華碧（とう・かへき、タオ・ホァビ）その人を指す。陶は夫と死別し寡婦となった際に、生活の為に開いた冷麺食堂で、冷麺よりも自家製の麻辣醤の方が評判を呼び、それが転機となり各種の油辣椒（ラー油系調味料）を製造する町工場を開き、ついには中国のトップブランドに発展させたという逸話を持っており、現在では風味豆豉を始めとする各種の辛味調味料が輸出されている。
豆豉醤（ブラックビーンズソース）
本来は固形のトウチをすりつぶして、ペーストとした食品である。トウチ味噌、黒大豆味噌とも呼ばれる。販売元によりニンニクなどで味付けがされていたり、荒挽きとし粒食感を残す等の差異が見られる。

### 薬用
生薬としては、陶弘景校定による『名医別録』には「豉」として収載されている。
漢方方剤では、例えば『傷寒論』を出典とする梔子豉湯などには「香豉」の生薬名にて配合されている。また、塩分を減らして作った物が淡豆豉（たんとうし）と呼ばれ、中国漢方の風邪薬や外用薬に配合されている例が見られる。なお、香豉と淡豆豉は、いずれも、熱性疾患、病後の不眠、胸の苦しさを改善すると言われている。
これに対して、調味用の普通の物は鹹豆豉（かんとうし）と呼ぶ。

## 産地
中国南部と四川省での製造が多い一方で、中国東北地方ではほとんど製造されない。産地によって、麹の作用が強い物と、酵母の作用が強い物などの違いが見られ、風味も異なる。
- 重慶市永川区
- 湖南省瀏陽市
- 広東省陽江市
- 広東省羅定市

## 関連文献
- 包啓安「豆鼓の源流及びその生産技術 (1)」『日本醸造協会誌』第79巻第4号、日本醸造協会、1984年、221-223頁、doi:10.6013/jbrewsocjapan1915.79.221。
- 包啓安「豆鼓の源流及びその生産技術 (2)」『日本醸造協会誌』第79巻第6号、日本醸造協会、1984年、395-402頁、doi:10.6013/jbrewsocjapan1915.79.395。